# Lycaenidae

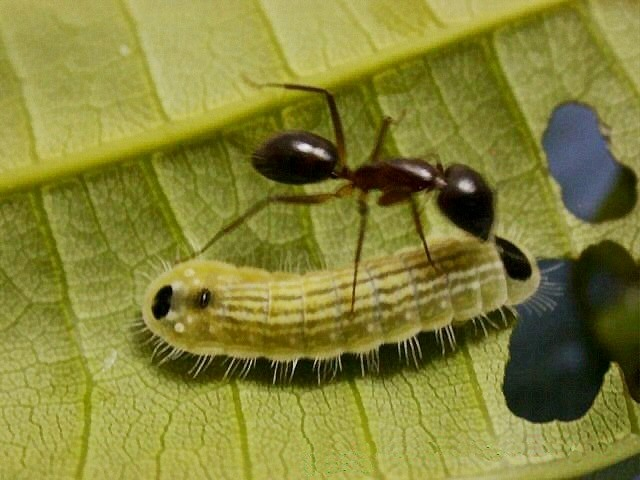
Hormiga cuidando a una oruga de licénido

Los licénidos (Lycaenidae) son una familia de lepidópteros ditrisios de distribución cosmopolita, que comprende unas 6000 especies que representan un 40% de las especies de mariposas diurnas (ropalóceros) conocidas.

## Descripción
Los licénidos son pequeñas mariposas de generalmente menos de 5 cm de envergadura, cuyas principales características son las siguientes:
- superficie superior de las alas frecuentemente de colores brillantes, debido a la presencia de escamas iridiscentes. Superficie inferior de colores crípticos, es decir, que se confunden con el medio que lo rodea.

- patas anteriores de los machos reducidas a un único segmento tarsal, sin uñas tarsales.
- antenas con un último segmento generalmente blanco o de color claro.
- ojos frecuentemente bordeados por una línea de escamas blancas.
- vena humeral (=precostal) ausente en las alas posteriores.
- las orugas son cortas y aplastadas, pareciendo pequeñas babosas. Son, frecuentemente, mirmecófilas, muchas tienen glándulas dorsales en el abdomen que segregan un néctar muy apreciado por las hormigas.[2]

- muchas tienen una o varias pequeñas colas filamentosas en el ala posterior que parecen antenas. Esto les sirve para confundir a los depredadores.

### Estructura externa
El cuerpo tiene un esqueleto externo (placas de piel) que mantiene los órganos internos blandos en su lugar. Este esqueleto externo está compuesto mayoritariamente por quitina.
La parte superior e inferior de las alas suelen ser diferentes. La parte superior generalmente tiene colores brillantes y nítidos. En los machos, los colores son más intensos, mientras que las hembras presentan colores menos destacados. Esto es especialmente evidente en las azules, donde las hembras suelen ser de un tono marrón, a menudo con un matiz azul cerca del cuerpo. Algunas especies de alas iridisadas tienen colores iridiscentes en diversos tonos de azul, verde o violeta, que cambian según el ángulo en el que se refracta la luz. La parte inferior de las alas suele tener un color base más gris, con manchas y patrones de colores, lo cual es una característica útil para diferenciar las distintas especies. Las alas de los machos tienen pequeñas glándulas que secretan un olor (feromonas) específico de cada especie. Las especies noruegas de las alas iridisadas tienen una envergadura de entre 18 y 45 mm.

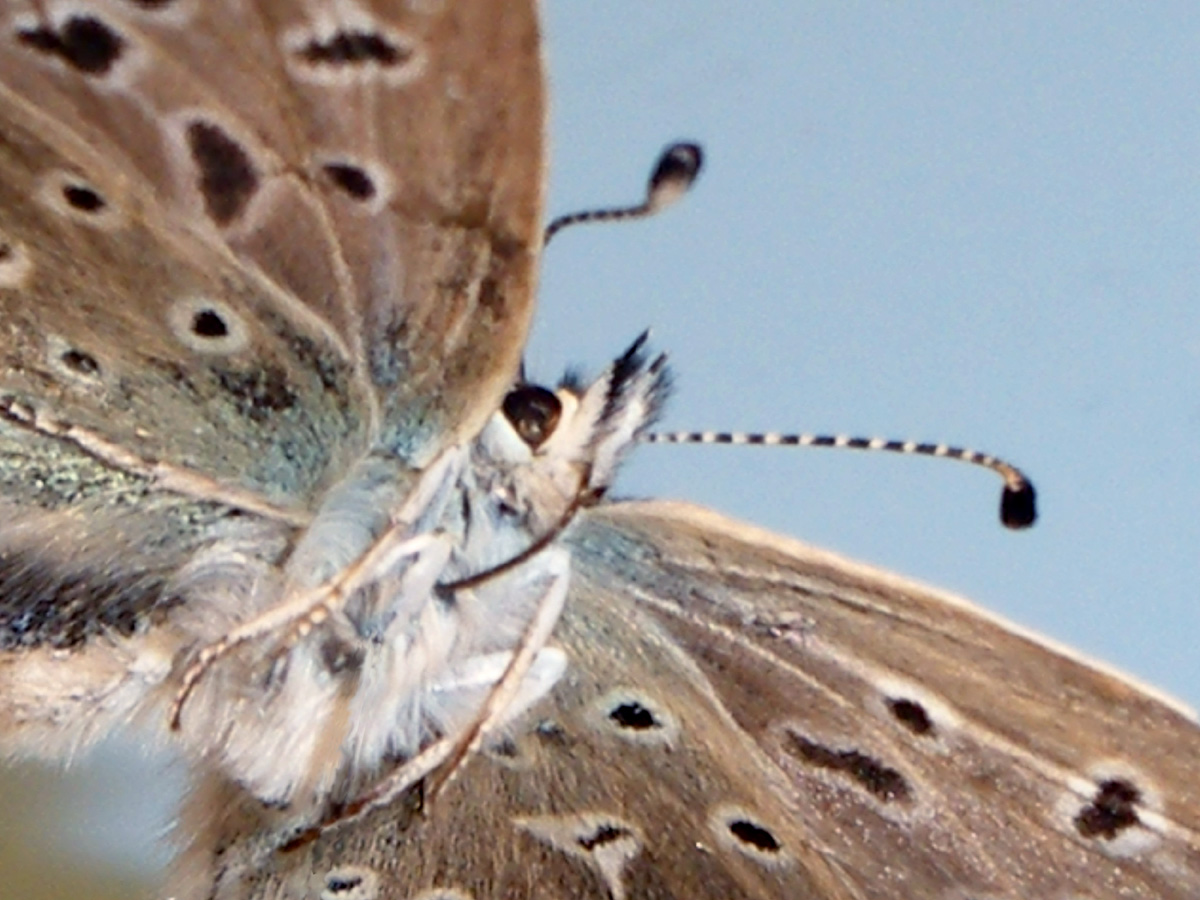
Cabeza de Polyommatus icarus, la probóscide es oscura, los palpos son largos y orientados hacia adelante. Las antenas, sobre los grandes ojos compuestos, son filiformes con un engrosamiento en el extremo.

Las antenas están ubicadas por encima y justo junto a los ojos compuestos. Son filiformes y están formadas por segmentos cilíndricos bastante similares entre sí. Los segmentos suelen estar coloreados de tal manera que la antena presenta pequeños anillos en negro y blanco. El clípeo de la antena es plano o en forma de cuenco. Los ojos compuestos son grandes y generalmente oscuros. Algunas especies tienen ojos cubiertos de finos pelos cortos, mientras que otros tienen ojos sin pelos. La cabeza es estrecha en la parte delantera, y los palpos son grandes y dirigidos hacia adelante. Las mariposas se distinguen de la mayoría de los otros insectos porque su boca, en la fase adulta, se transforma en una larga probóscide (trompa). Esta se encuentra entre los palpos, algo más abajo, debajo de la cabeza, y está enrollada en una espiral cuando no está en uso. La boca no tiene mandíbulas ni labios. Las larvas tienen piezas bucales masticadoras con mandíbulas.
En el segundo par de patas las cerdas del fémur (tibia) están bien desarrolladas. Las patass están bien desarrolladas en las hembras, que usan todas las patas para caminar, mientras que los machos tienen los primeros pares de patas algo reducidos y caminan sobre los cuatro pares de patas traseras. El dedo de garra doble en las patas delanteras está ausente o reducido.

## Biología
Presentan una variedad de hábitos alimenticios. La mayoría son fitófagas, pero otras especies son entomofágas, alimentándose de pulgones, insectos escama y larvas de hormigas. Algunos explotan su asociación con las hormigas forzándolas a regurgitar comida, proceso llamado trofalaxis. No todas las especies necesitan hormigas, alrededor del 75% están asociadas con hormigas. Esta relación puede ser mutualista, parasítica o depredadora según la especie.
En algunas especies las larvas son cuidadas y protegidas por las hormigas mientras se alimentan en su planta hospedadora, a su vez las hormigas son recompensadas con la secreción producida por las orugas, mielada, durante todos los estadios larvarios y, en algunas especies, incluyendo el estadio de pupa. En ciertas especies solo los estadios tempranos de la mariposa permanecen en la planta nutricia y el resto del tiempo son depredadores de las hormigas dentro del hormiguero. Se convierten en parásitos, siendo alimentados por trofalaxis por las hormigas o devorando larvas de hormigas. La oruga entra en el estadio de pupa dentro del hormiguero y las hormigas siguen cuidándola. Al final de este estadio, las alas se desprenden dentro de la envoltura de la pupa y esta toma un color plateado. El adulto emerge en tres o cuatro semanas, aun dentro del hormiguero. La mariposa tiene que arrastrarse hasta la salida del hormiguero y recién entonces puede expandir sus alas.
Esto requiere varias adaptaciones evolutivas, incluyendo pequeñas glándulas bajo la cutícula de la oruga. Muchas orugas tienen una glándula en el séptimo segmento abdominal que produce mielada o rocío de miel (llamado glándula de Newcomer). Hay un órgano eversible en el octavo segmento abdominal de forma cilíndrica rodeado por un anillo de púas que emite señales químicas con las que se comunican con las hormigas.

## Coexistencia con hormigas
Algunas crisopas viven como larvas en mayor o menor medida en coexistencia (comensalismo, simbiosis y en algunos casos como parásitos) con hormigas. Hasta un 75% de las especies tienen algún tipo de relación con las hormigas. Este es un rasgo distintivo de las alas brillantes. Estas larvas pueden segregar una sustancia que contiene azúcar y aminoácidos de algunas glándulas del abdomen. Las hormigas se sienten atraídas por ello y protegen a las larvas de alas brillantes. Algunas orugas de ala lustrosa pueden producir débiles sonidos y vibraciones en las plantas. Esto es para atraer a las hormigas.
Algunas especies de hormigas también toleran que sus larvas sean devoradas por la oruga de alas brillantes, como es el caso de Maculinea arion'. Las larvas jóvenes viven sus tres primeras mudas en las plantas, de forma normal, como herbívoros. En la cuarta muda, las larvas pierden el interés por comer hojas de las plantas y comienzan a vagabundear. A partir de la cuarta muda, también funciona la glándula del dorso que segrega la sustancia azucarada. Las hormigas, sobre todo las del género Myrmica, acaban buscando a la larva y se alimentan de la sustancia. La larva es transportada al hormiguero. Aquí sigue produciendo líquido azucarado para las hormigas, mientras se alimenta de la comida que éstas recogen o como depredador de las larvas de las hormigas. Completa su desarrollo en el hormiguero y también tiene allí su fase de pupa.  Cuando eclosiona, al cabo de tres o cuatro semanas, la mariposa sale del hormiguero arrastrándose sin obstáculos.

## Hábitos

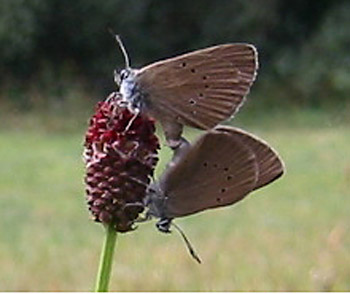
Maculinea nausithous]

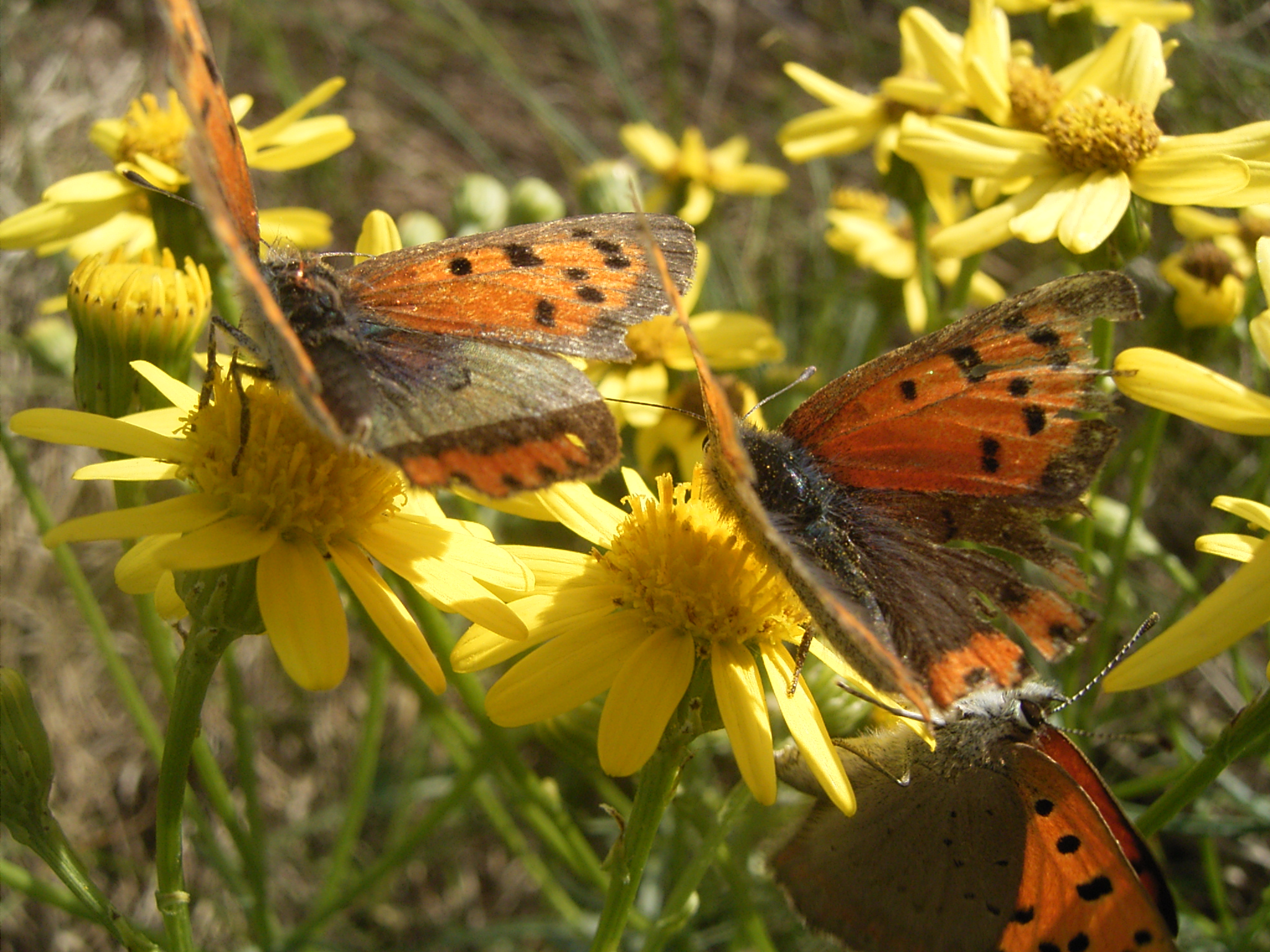
Alas de gaviota en una visita floral. Lycaena phlaeas

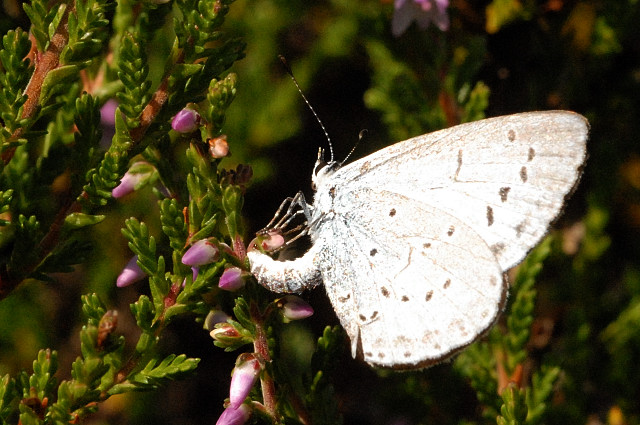
Mariposa azul de primavera poniendo huevos, en la planta alimenticia.

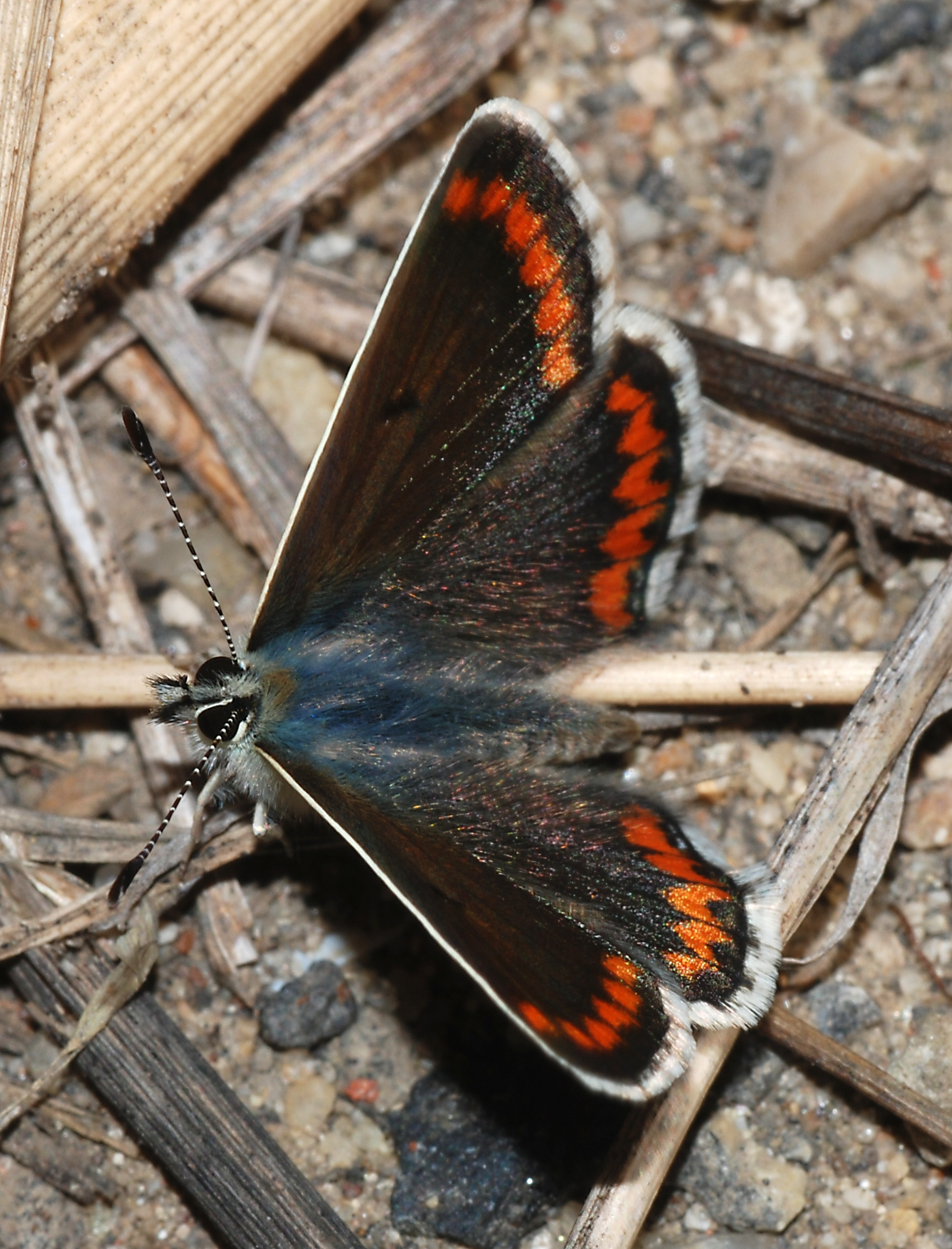
Muchas mariposas azules son de color parduzco.

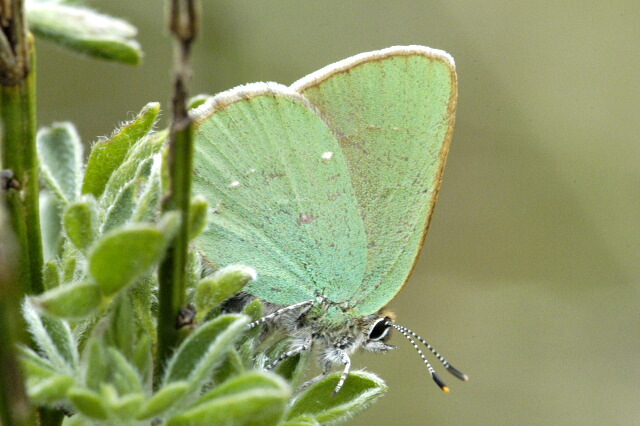
ala de greentail

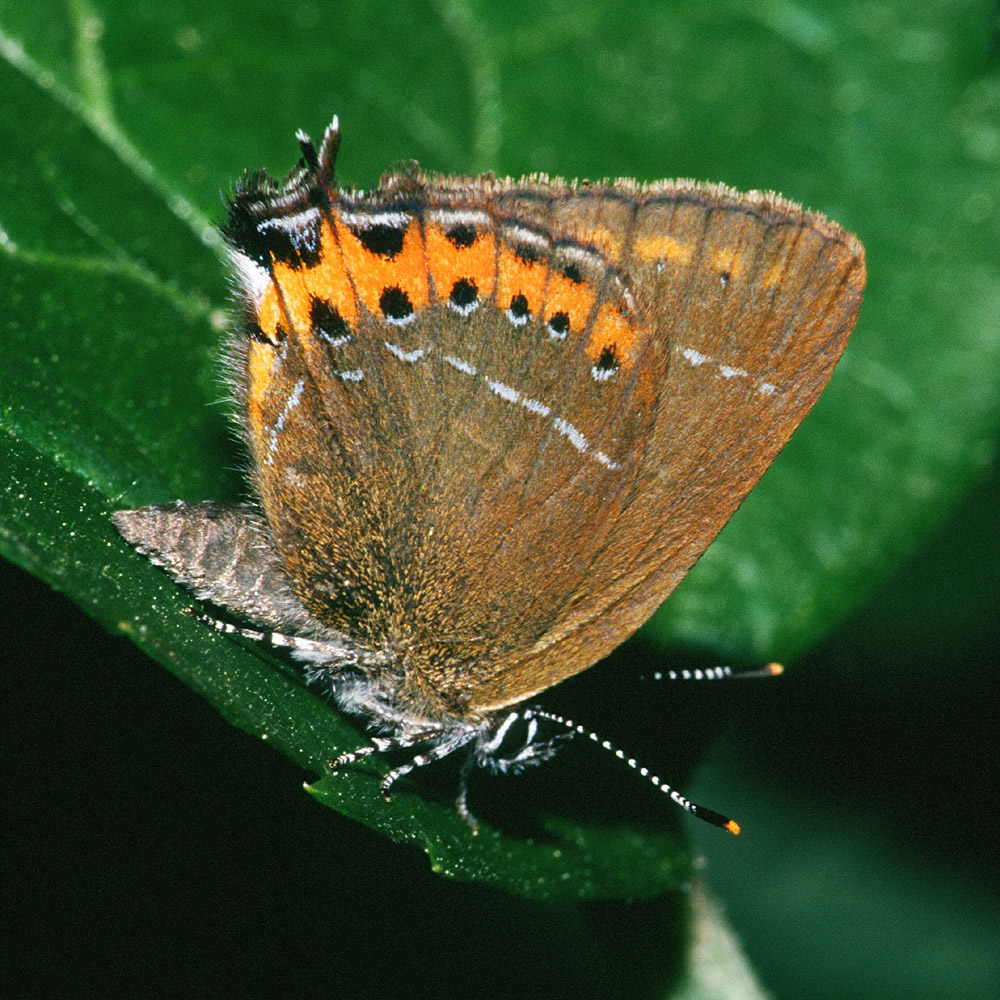
Satyrium pruni

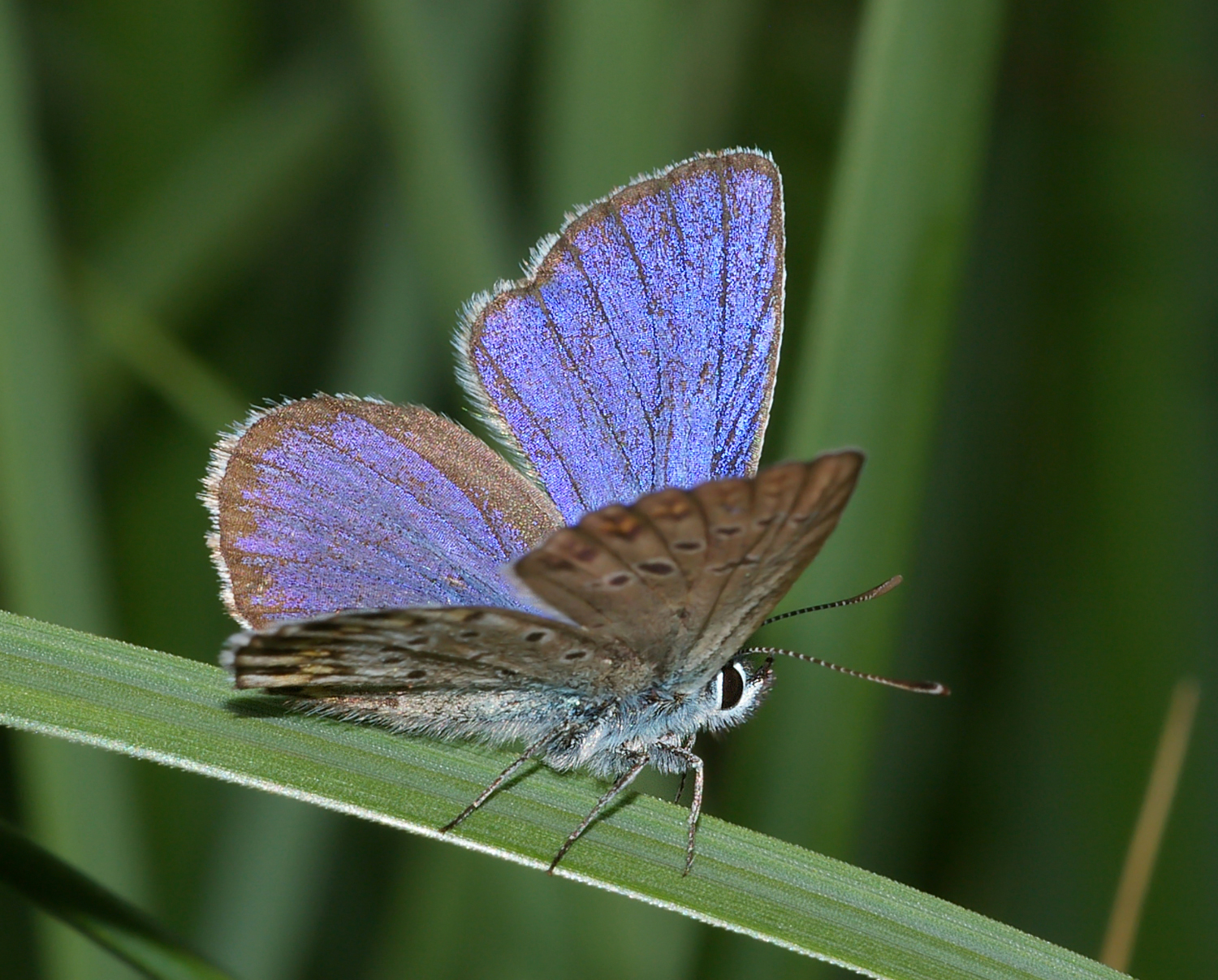
La luz se refracta en las alas. Ala azul de Argus

Las alas brillantes tienen un vuelo tranquilo y a menudo aleteante. A menudo vuelan en trayectos cortos de flor a flor. Pero si es necesario, pueden volar rápido durante bastante distancia. Por la noche y con tiempo nublado, las mariposas diurnas descansan. Muchas especies prefieren posarse altas y a menudo algo visibles sobre plantas o en árboles. Si se ven amenazadas, desde allí pueden volar rápidamente a un lugar seguro. Las alas se mantienen plegadas del cuerpo, y la parte inferior algo abigarrada proporciona a la mariposa camuflaje y protección.

### Alimentación
La gran mayoría de las larvas de crisopa viven como herbívoras. Las crisopas adultas se alimentan del néctar que succionan de las flores de diversas plantas (hierbas). La probóscide, situada en la parte inferior de la cabeza, permite a la mariposa introducirse en las flores profundas para chupar el néctar. La probóscide hace que las mariposas dependan de los alimentos líquidos.
Algunas especies viven en simbiosis con las hormigas. La mayoría viven en la planta huésped y son protegidas por las hormigas. A cambio, la hormiga obtiene melaza de la oruga. Algunas viven, en hormigueros, de la comida que las hormigas han recolectado.  Pero otras especies viven como herbívoras en los primeros estadios larvarios, pero más tarde como Depredadoras, sobre otros insectos más pequeños como las larvas de hormigas o pulgones.

### Las larvas
Las Larvass son radicalmente diferentes de los adultos, tanto en estilo de vida como en físico. Las larvas son lentas y poco brillantes. No tienen funciones de defensa visibles, como lanzar la cabeza hacia delante y hacia atrás o enrollar el cuerpo cuando se les toca.  La mayoría de las larvas pueden excretar una sustancia azucarada y aminoácidos desde unas glándulas situadas en la séptima articulación del abdomen. Las hormigas se sienten atraídas por esta sustancia y se la comen, lo que también proporciona a la mariposa cierto grado de protección. Los dos tentáculos de la octava articulación del abdomen en las orugas más viejas probablemente producen una feromona que mejora aún más la coexistencia con las hormigas.
La temperatura corporal de la larva oscila entre 35 y 38 C°. A temperatura más baja, la larva se vuelve inactiva. Por esta razón, las larvas de las mariposas necesitan luz solar para estar activas. Si hace demasiado calor, la oruga regula la temperatura buscando la sombra.

### Reproducción
Los machos suelen patrullar una amplia zona para encontrar una hembra.  El apareamiento se produce por acoplamiento entre los dos sexos. Durante el apareamiento, los machos emiten un olor desde las pequeñas escamas aromáticas de sus alas, lo que puede hacer que la hembra esté más dispuesta a aparearse. Si una pareja es molestada durante el apareamiento, el macho suele huir volando mientras la hembra permanece pasiva. En otras mariposas ocurre lo contrario. Las hembras que se han apareado suelen adoptar una posición especial, en la que las alas se mantienen algo planas y extendidas, mientras que el abdomen se levanta.
Las alas brillantes pertenecen al grupo de insectos con transformación completa (insectos holometábolos), que sufren una metamorfosis durante el desarrollo. Entre la fase de oruga y la de adulto hay una fase de pupa, un periodo de reposo, durante el cual los órganos internos y externos de la mariposa cambian. El cuerpo flexible y blando de la oruga se transforma en una pupa con un caparazón duro. Cuando el caparazón se endurece, comienza la transformación de la oruga en el ala brillante del adulto (imago). Los órganos internos se descomponen en masa celular en diversos grados.  Se produce una reorganización y el animal se reconstruye.
El periodo de pupa varía en función de la temperatura. La mayoría de las alas brillantes tienen una fase de pupa de entre dos y cuatro semanas.
Pasan el invierno como huevos, orugas o como mariposas adultas (imago).

## Clasificación
La subdivisión de esta importante y numerosa familia de mariposas dista mucho de estar totalmente clara. Los estudios filogenéticos que se han hecho hasta la fecha tan solo empiezan a arrojar algo de luz pero subsisten muchas dudas. La elaboración de una clasificación detallada de los taxones de rango inferior (tribus, géneros y especies) queda pendiente de futuros estudios. Incluso la subdivisión en subfamilias es aún objeto de debates. Estas son las subfamilias actualmente reconocidas dentro de esta familia:

### Curetinae
Subfamilia con un único género oriundo del SE Asiático. Las orugas poseen una estructura defensiva única constituida por dos tubérculos abdominales de los que pueden surgir unos flagelos con rosetas de sedas. Las orugas se alimentan de plantas pertenecientes a la familia de las fabáceas. 1 género / 18 especies.

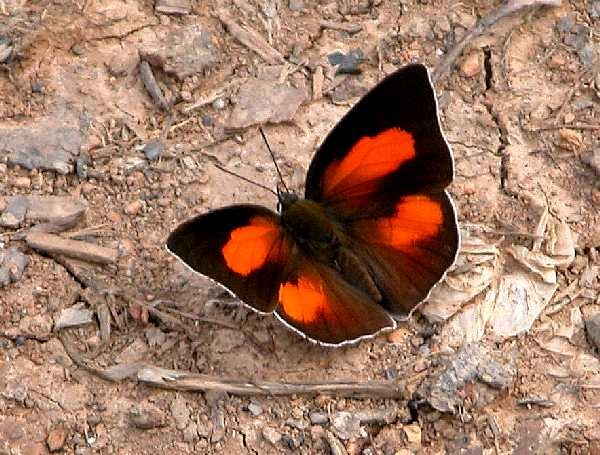
Curetis bulis (India)
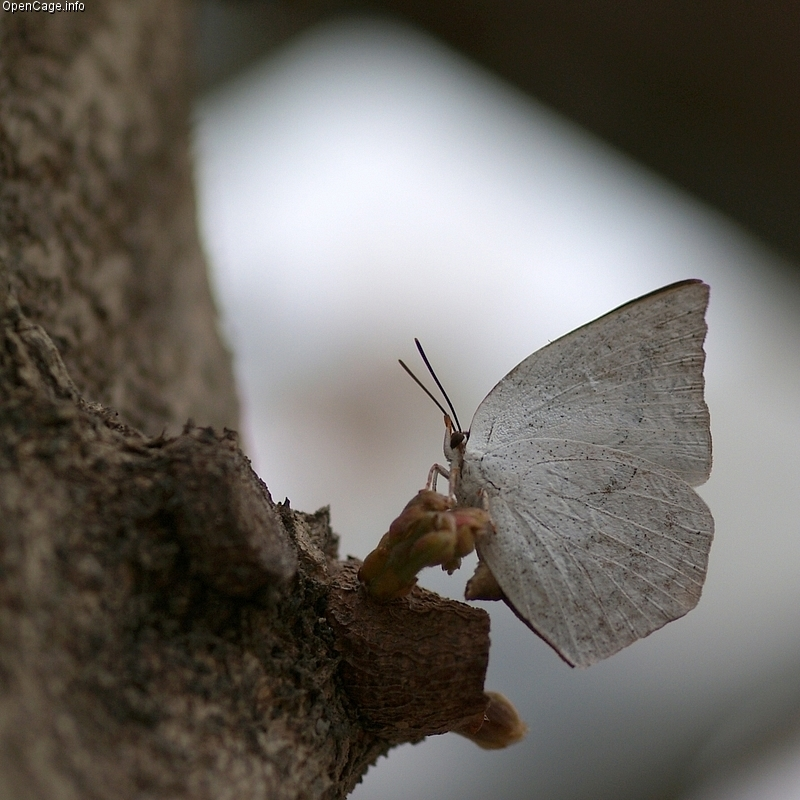
Curetis acuta (Japón)
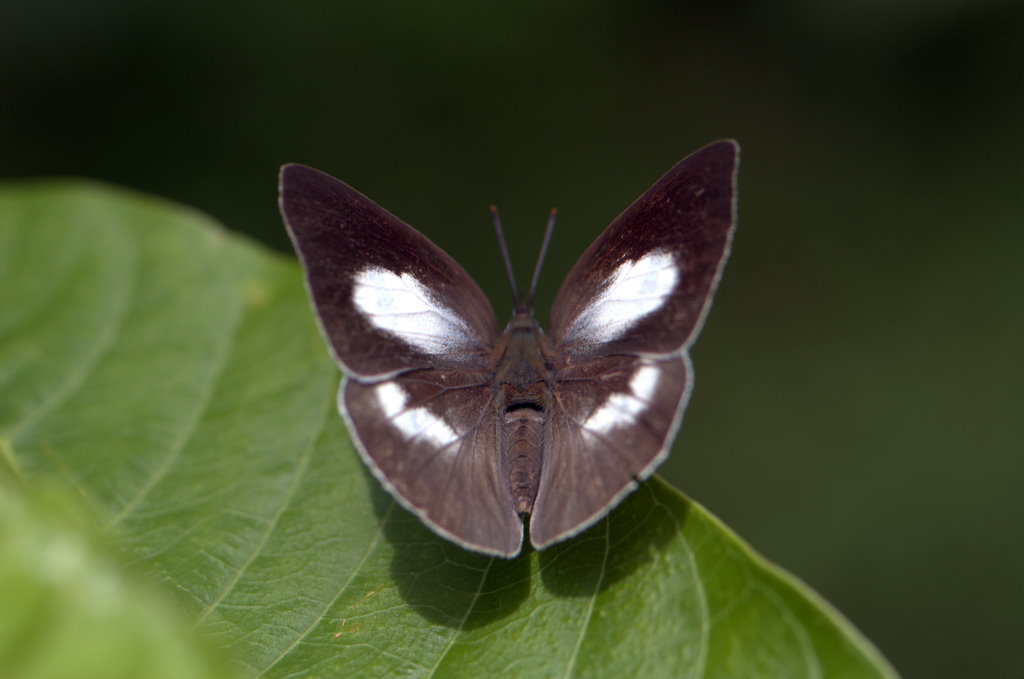
Curetis acuta (India)

### Poritiinae
Subfamilia con dos tribus africanas (Pentilini y Leptinini) y una pequeña tribu asiática (Poritini). Tienen en común la morfología de los órganos genitales de los machos. Las orugas de las dos tribus africanas se alimentan de líquenes. Agrupa unas 550 especies.
Es un controlador biológico.

### Miletinae
Subfamilia con representantes en África y SE de Asia. También existe una única especie en Norteamérica (Feniseca tarquinius). Las orugas son carnívoras y se alimentan de insectos homópteros que viven en asociación con hormigas. No mantienen relación con estas últimas y no tienen, como otros licénidos, glándulas abdominales. Parece que logran parasitar la simbiosis existente entre los hormigas y los homópteros recurriendo al camuflaje químico, teniendo los lípidos de su cutícula una composición similar a la de los homópteros. Son pequeñas y delicadas mariposas, cuyas alas tienen un color de fondo claro y manchas o rayas castañas. 125 especies.
Algunos géneros de la subfamilia son Allotinus y Feniseca.

### Aphnaeinae
Subfamilia con una mayoría de especies propias de las zonas secas y semidesérticas de África y de Asia. Poseen llamativos ocelos o brillantes manchas plateadas en el envés de las alas posteriores. Tienen unas colas que en algunas especies pueden estar muy desarrolladas y simulan falsas antenas que sirven como radar. Sus orugas mantienen una estrecha relación de comensalismo con las hormigas del género Crematogaster. 20 géneros / 125 especies.

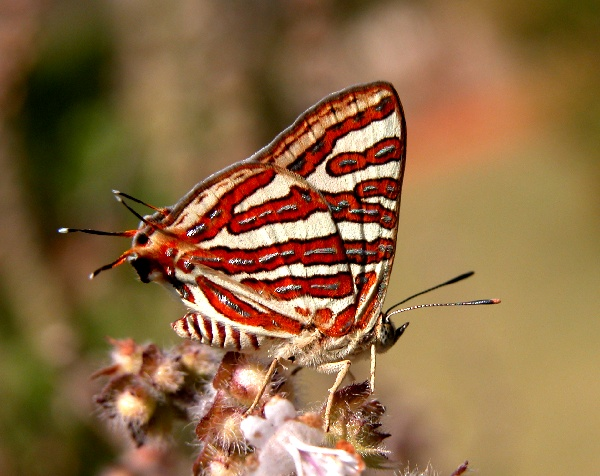
Spindasis vulcanus (India)
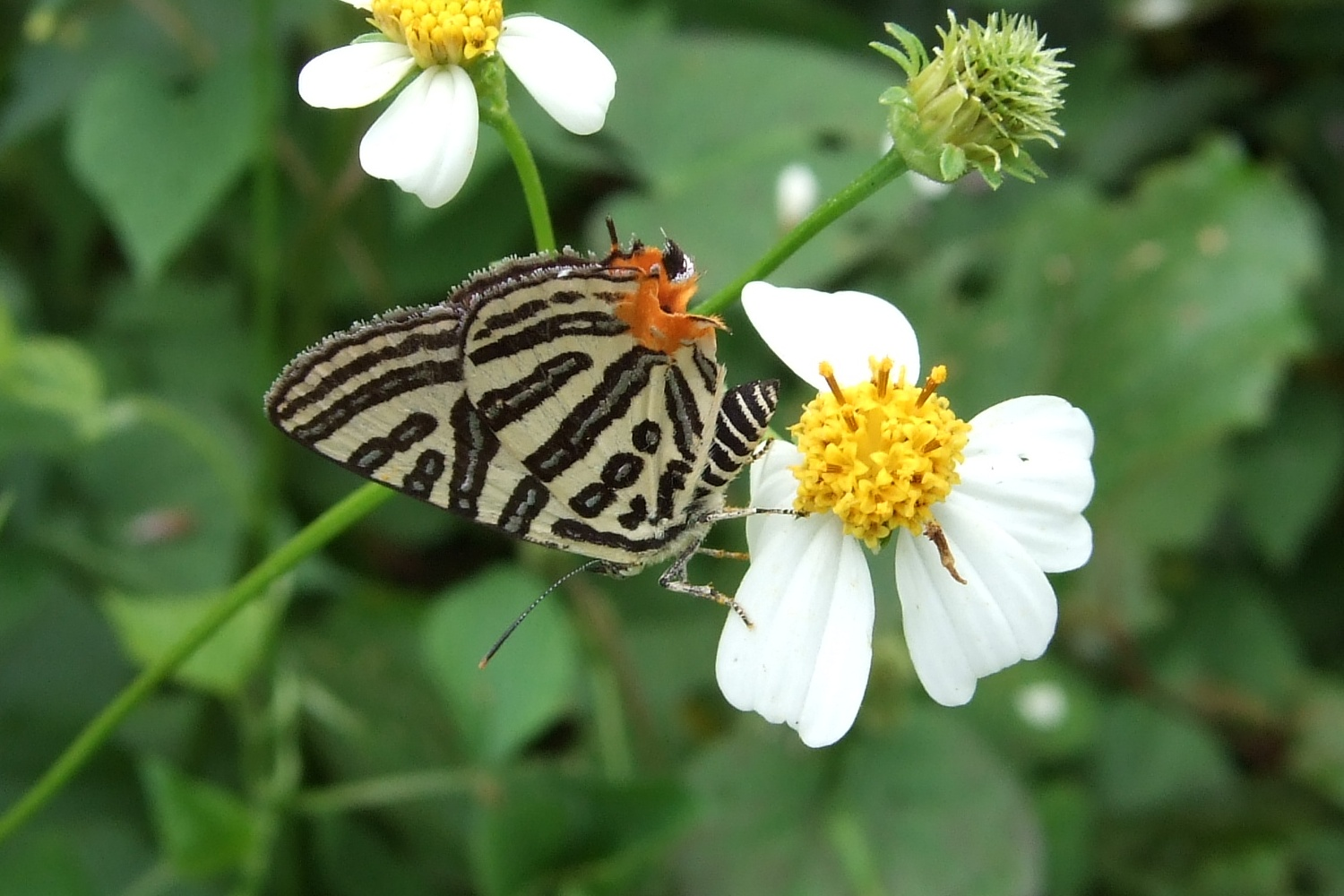
Spindasis syama (Taiwán)
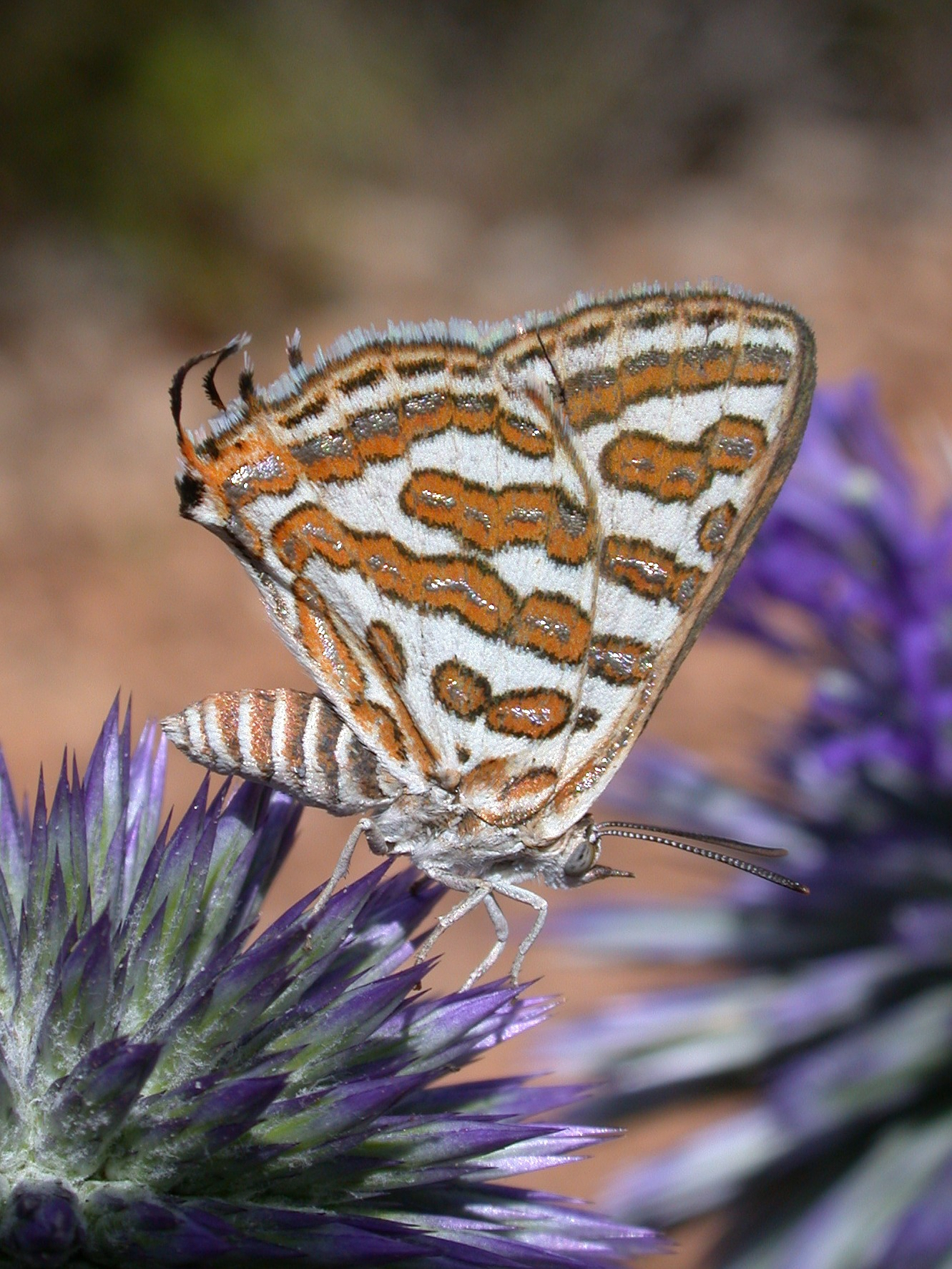
Apharitis acamas (Israel)

### Lycaeninae
Mariposas de color rojo-anaranjado o marrón con la cara superior de un brillo cobrizo característico. En las hembras casi siempre se observan sobre esa cara pequeñas manchas negras. La última vena radial del ala anterior se divide en dos y nace en el ángulo apical anterior de la celda. Presencia de dos manchas negras en la celda en la cara inferior de las alas anteriores. Las orugas son casi cilíndricas, sin glándulas dorsales.

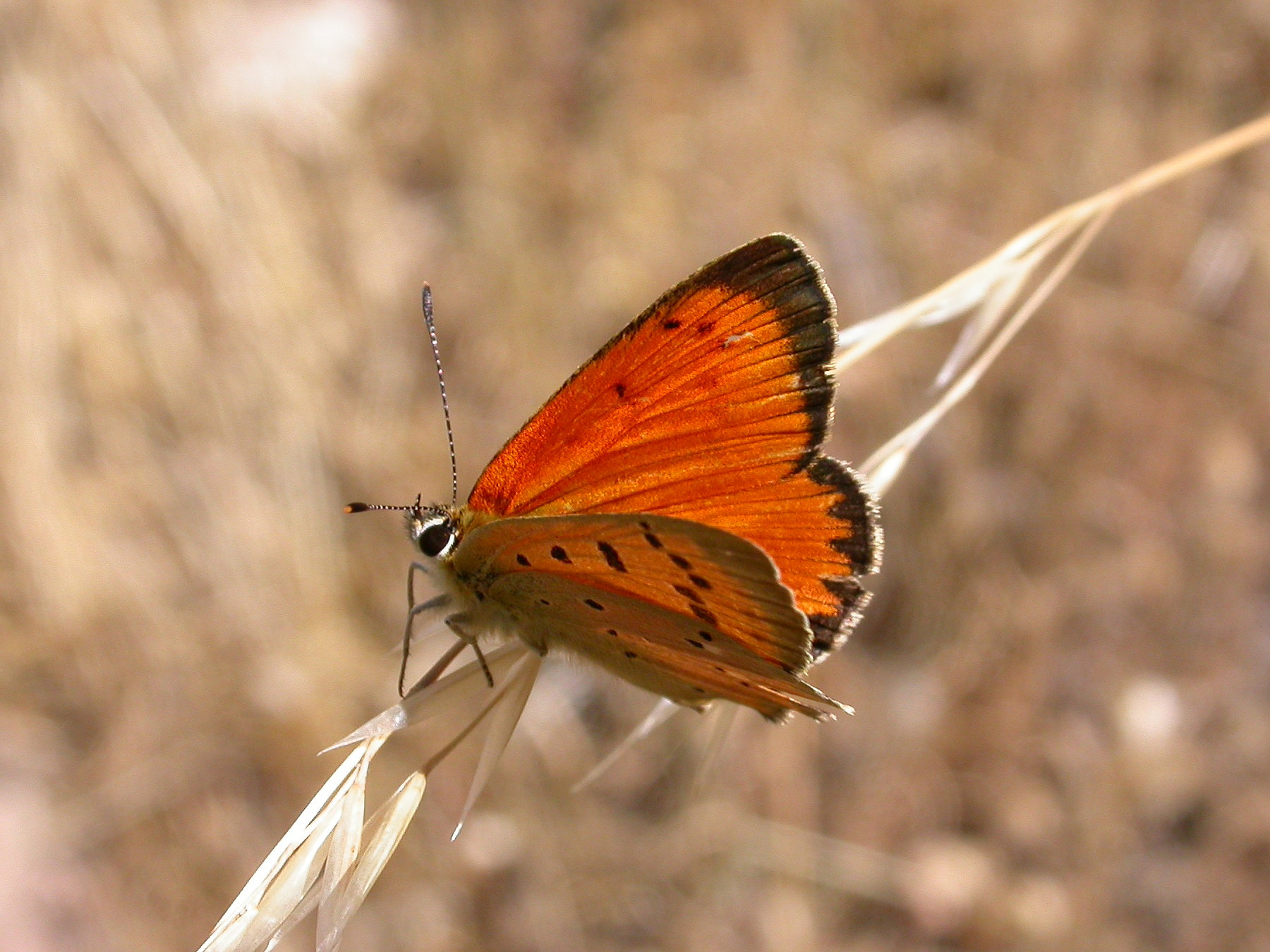
Lycaena virgaureae (España)
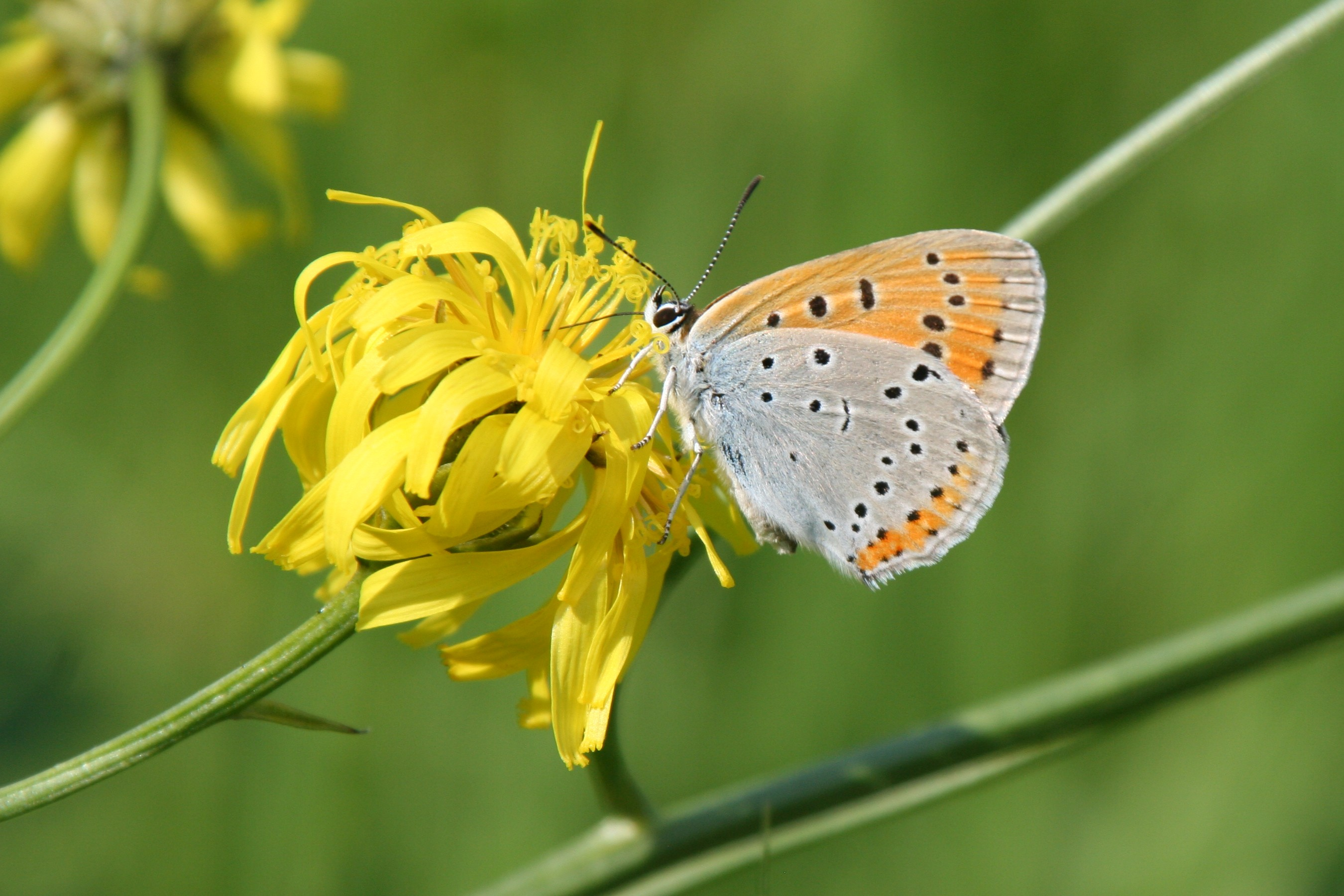
Lycaena dispar (Alemania)
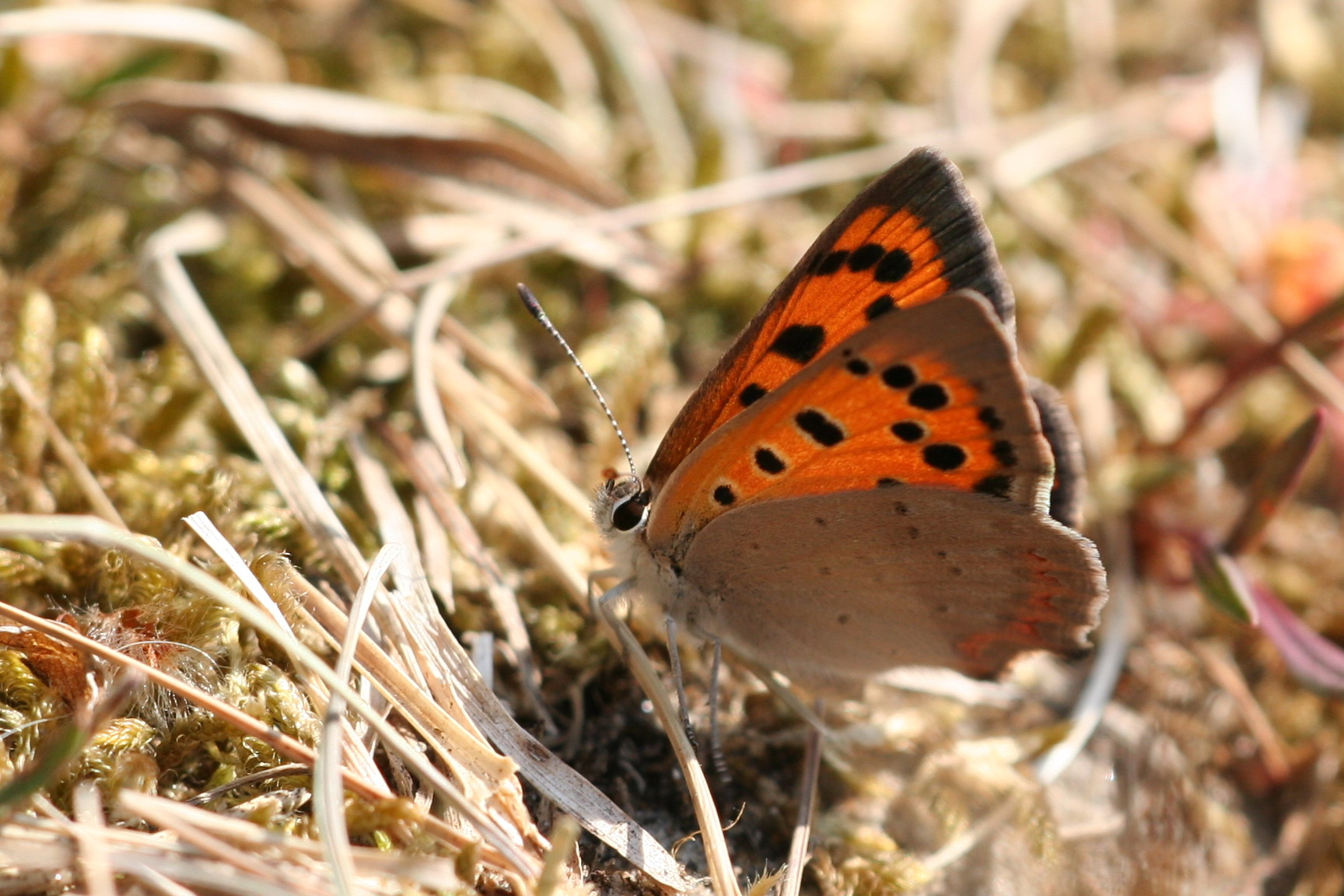
Lycaena phlaeas (Holanda)

### Polyommatinae
Mariposas pequeñas y delicadas, de cuerpo frágil con la cara superior de las alas frecuentemente de color azul (sobre todo los machos). La última rama de la vena radial se divide en dos y nace ligeramente antes del ángulo superior de la celda.

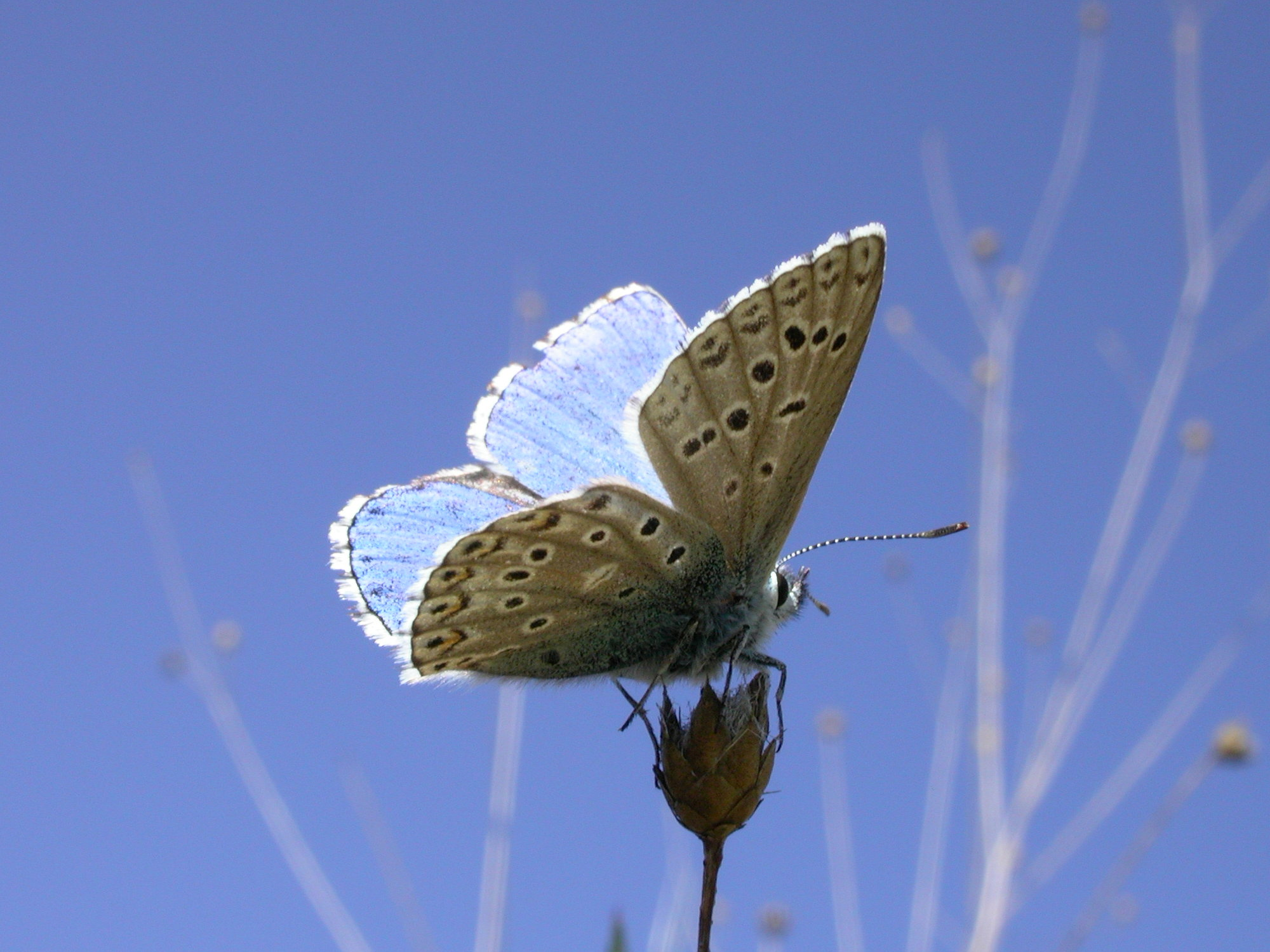
Lysandra bellargus (España)
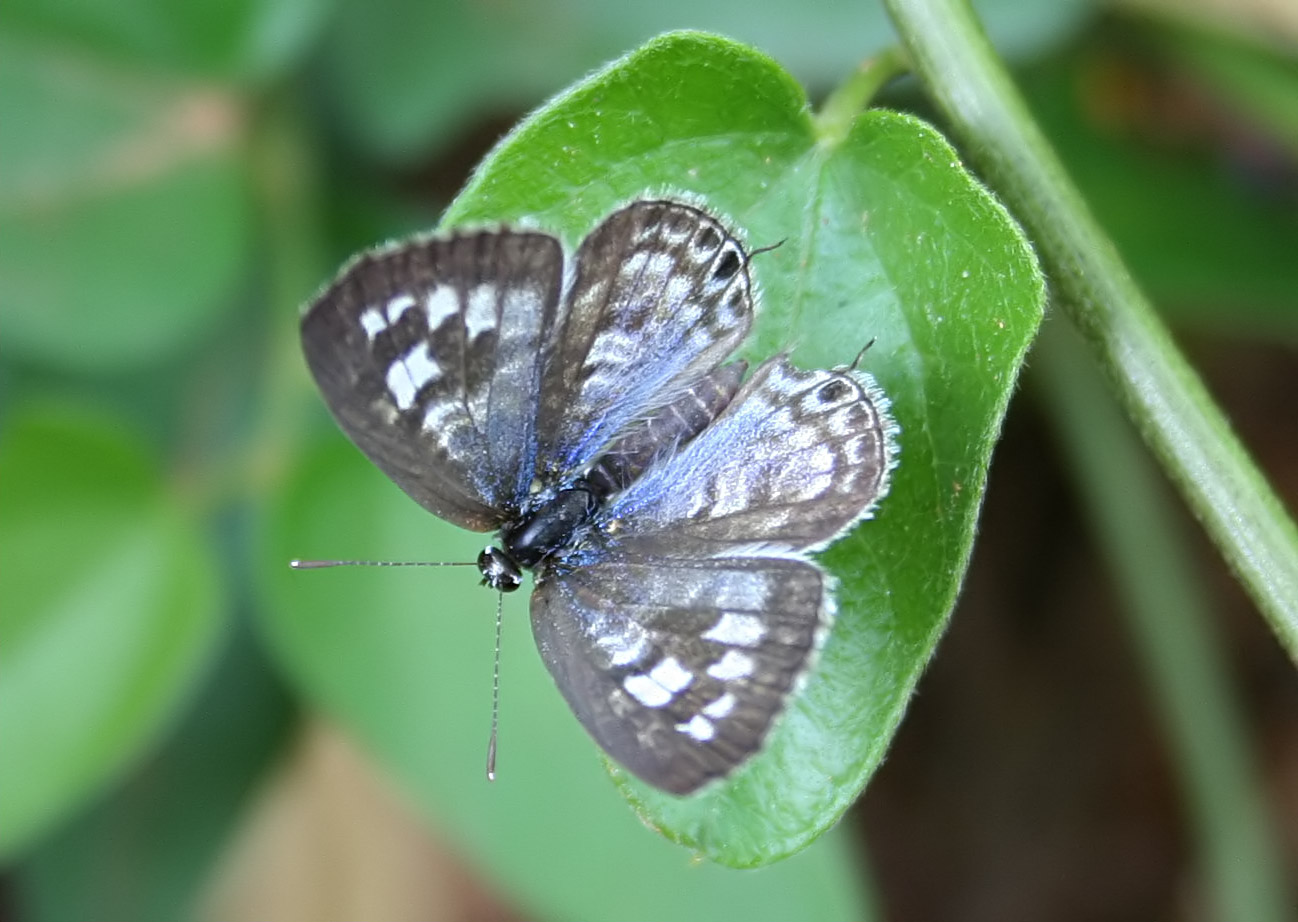
Tarucus plinius (India)
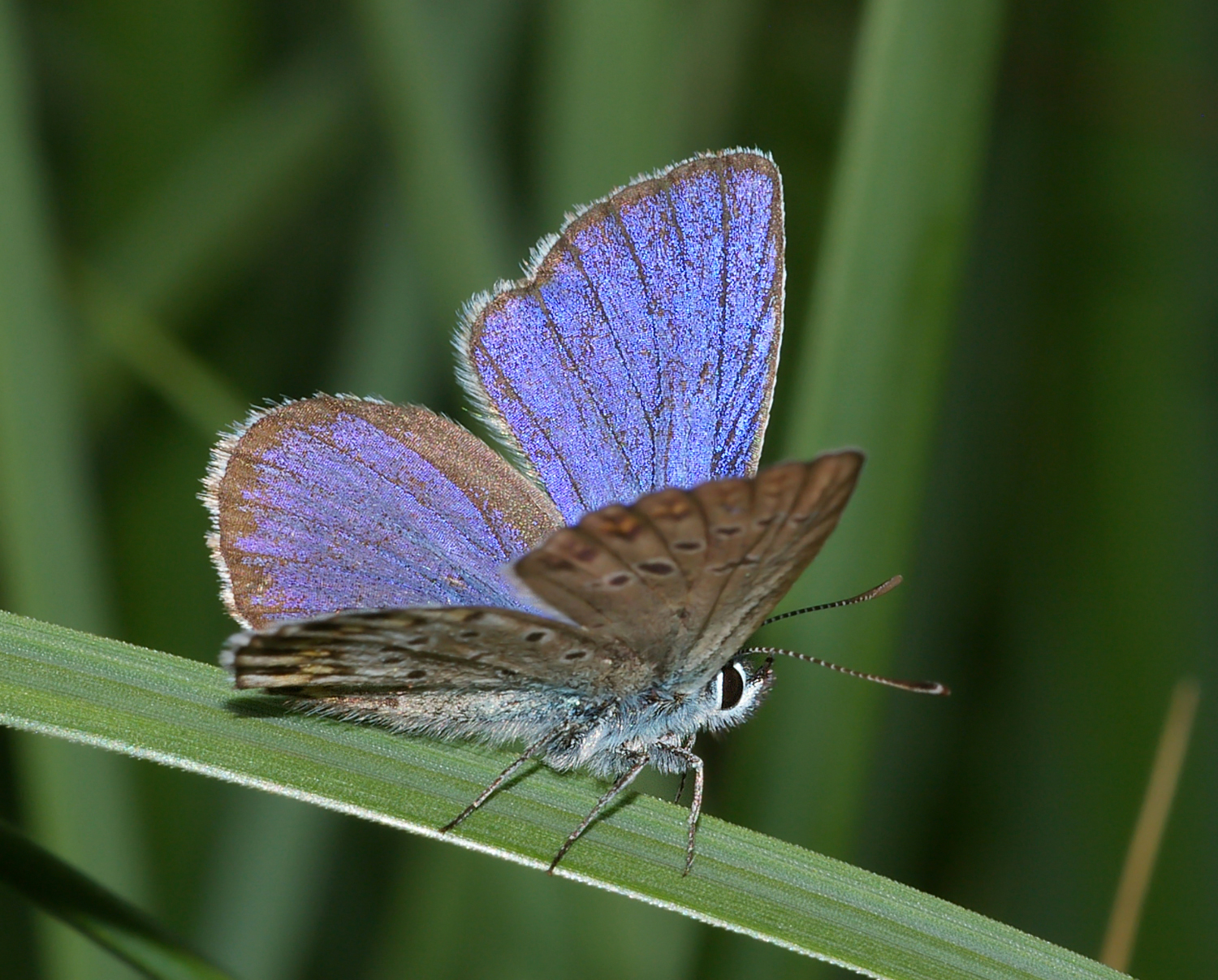
Plebejus argus, macho (Alemania)

### Theclinae
Mariposas de color gris oscuro o castaño. La cara inferior de las alas presenta con frecuencia finas bandas blancas. Las alas posteriores tienen, generalmente, pequeñas manchas rojizas en la parte marginal y dos o tres colas filamentosas que alcanzan, a veces, dimensiones importantes. La vena radial del ala anterior tan solo tiene tres ramas, la última no dividida.

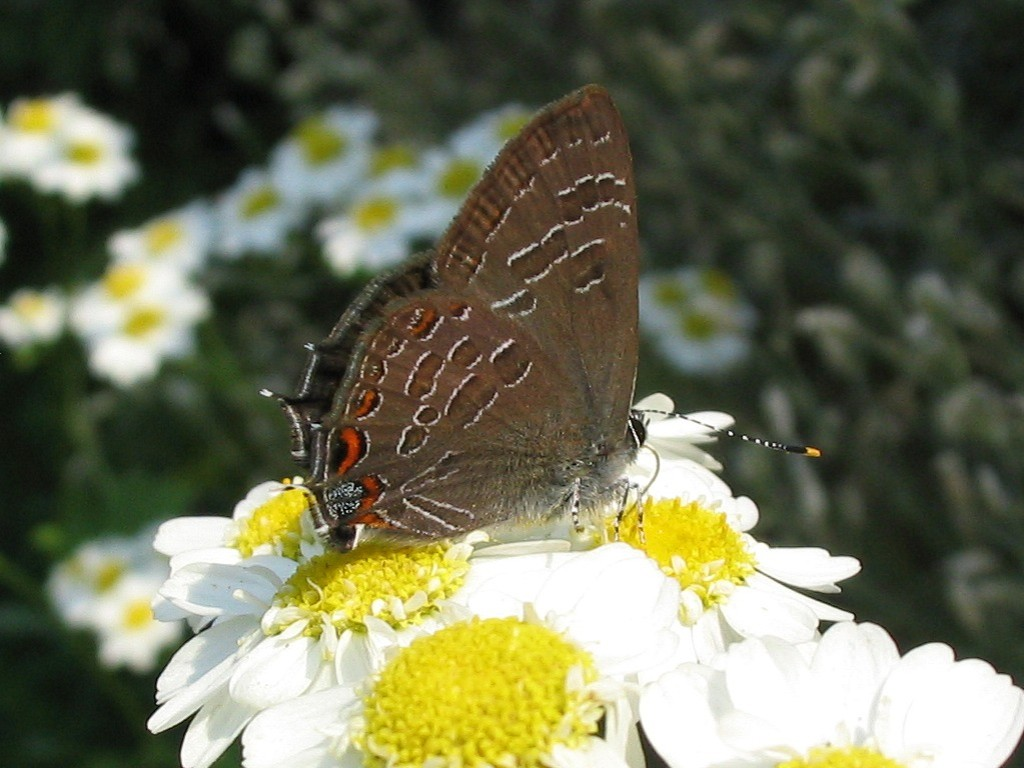
Satyrium liparops (Canadá)
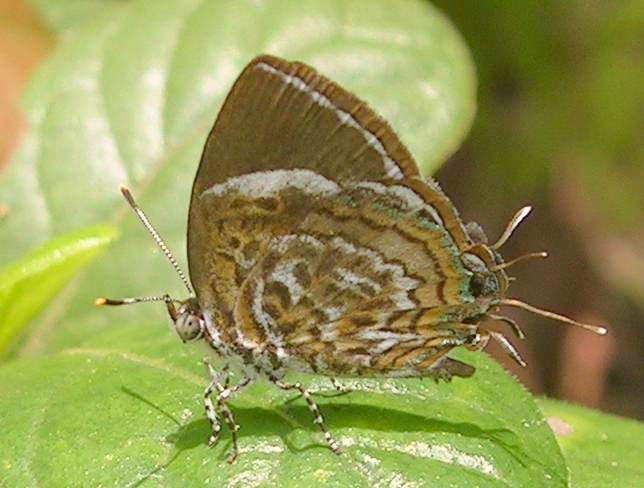
Rathinda amor (India)
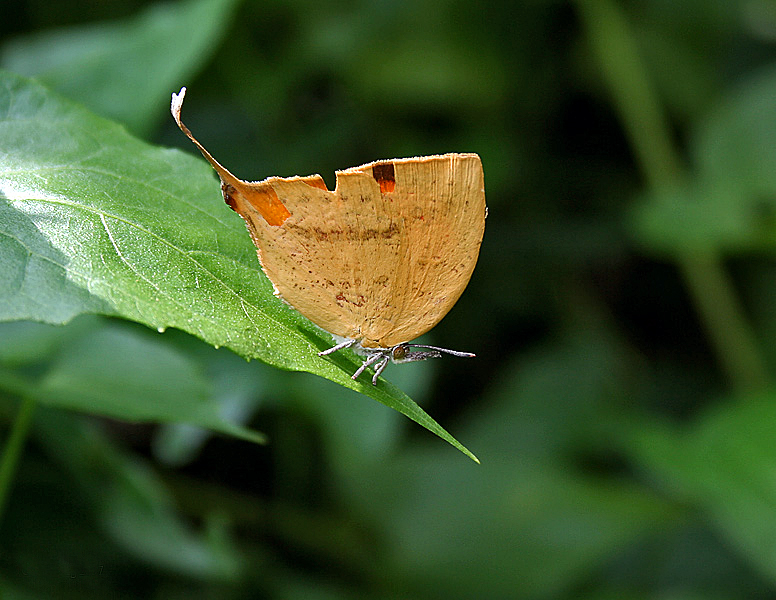
Loxura atymnus (India)